# Thomas Johanson
Thomas Mark Mikael Johanson (Helsinki, 3 de junio de 1969) es un deportista finlandés que compitió en vela en las clases Laser y 49er. 
Participó en tres Juegos Olímpicos de Verano, obteniendo una medalla de oro en Sídney 2000, en la clase 49er (junto con Jyrki Järvi), el octavo lugar en Atlanta 1996 (Laser) y el octavo en Atenas 2004 (49er).
Ganó una medalla de oro en el Campeonato Mundial de Laser de 1993 y dos medallas de oro en el Campeonato Europeo de Laser, en los años 1991 y 1992. También obtuvo una medalla de bronce en el Campeonato Mundial de 49er de 2000.

## Palmarés internacional
| Campeonato Mundial | Campeonato Mundial       | Campeonato Mundial | Campeonato Mundial |
| Año                | Lugar                    | Medalla            | Clase              |
| ------------------ | ------------------------ | ------------------ | ------------------ |
| 1993               | Takapuna (Nueva Zelanda) | Medalla de oro     | Laser              |
| Campeonato Europeo |                          |                    |                    |
| Año                | Lugar                    | Medalla            | Clase              |
| 1991               | El Masnou (España)       | Medalla de oro     | Laser              |
| 1992               | Mariestad (Suecia)       | Medalla de oro     | Laser              |

| Juegos Olímpicos   | Juegos Olímpicos   | Juegos Olímpicos  | Juegos Olímpicos |
| Año                | Lugar              | Medalla           | Clase            |
| ------------------ | ------------------ | ----------------- | ---------------- |
| 2000               | Sídney (Australia) | Medalla de oro    | 49er             |
| Campeonato Mundial |                    |                   |                  |
| Año                | Lugar              | Medalla           | Clase            |
| 2000               | Guaymas (México)   | Medalla de bronce | 49er             |